# Energie cinetică

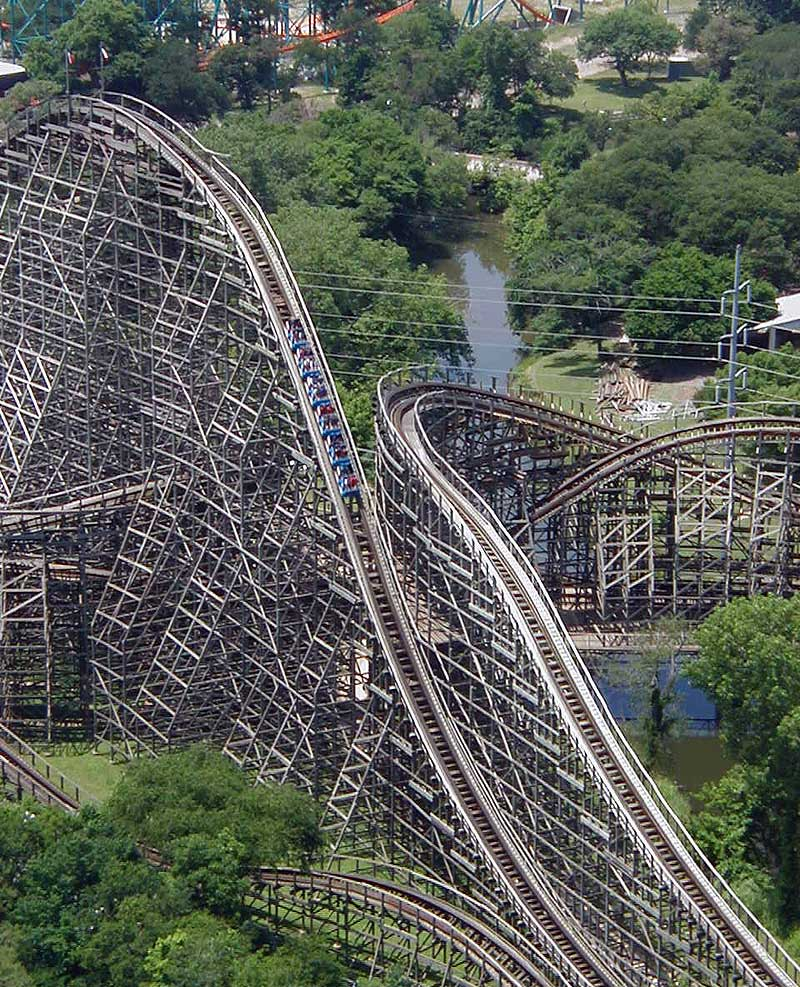
Roller coaster

Energia cinetică a unui corp aflat în mișcare este acea energie datorată mișcării (de translație) cu viteza v. Ea este egală cu lucrul mecanic necesar pentru a modifica (accelera) viteza corpului din repaus la viteza curentă v. 

## Etimologie
Lordului Kelvin i se atribuie crearea termenului energie cinetică, în perioada anilor 1849-1851. Adjectivul „cinetică” provine din greacă veche : κίνησις (kinesis), cuvântul grecesc pentru „mișcare”.

## Definiție
Energia cinetică este o mărime scalară egală cu semiprodusul dintre masa punctului material (corpului) și pătratul vitezei sale.
Energia cinetică sau energia de mișcare a unui corp de masă m, aflat în mișcare de translație cu viteza {\displaystyle {\vec {v}}} în raport cu un sistem de referință inerțial, notată cu {\displaystyle E_{c}}, este definită de relația:
Energia cinetică este o mărime fizică de stare, spre deosebire de lucrul mecanic, care este o mărime fizică de proces.
Conceptul de energie cinetică a fost definit la mijlocul secolului XIX.

## Unități de măsură și dimensiune
Unitatea de măsură în SI este joule:
{\displaystyle [E_{c}]_{SI}=[m]_{SI}\cdot [v]_{SI}^{2}=1kg\cdot 1{\frac {m^{2}}{s^{2}}}=1{\frac {kg\cdot m}{s^{2}}}\cdot 1m=1N\cdot 1m=1J}

## Demonstrație
Pentru un corp oarecare (punct material) din legea fundamentală a dinamicii prin înmulțirea scalară cu dr a ambilor membri se obține {\displaystyle m_{i}{\frac {dv}{dt}}dr=Fdr}.
Mai departe se obține în membrul stâng al egalității anterioare {\displaystyle dE_{c}=m\cdot vdv} care se integrează de la 0 la viteza curentă v obținându-se formula de mai sus {\displaystyle E_{c}={\frac {1}{2}}mv^{2}}. Se presupune implicit energie cinetică zero în repaus.

## Teorema de variație a energiei cinetice
Variația energiei cinetice a punctului material este egală cu lucrul mecanic al rezultantei forțelor care acționează asupra acestuia, în mișcarea respectivă.
Variația energiei cinetice a unui punct material care se deplasează în raport cu un sistem de referință inerțial este egală cu lucrul mecanic efectuat de forța rezultantă care acționează asupra punctului material în timpul acestei variații.